# Ostracion nasus
Ostracion nasus is een straalvinnige vis uit de familie van de koffervissen (Ostraciidae). De wetenschappelijke naam van de soort is voor het eerst geldig gepubliceerd in 1785 door Marcus Elieser Bloch. Door verschillende auteurs werd deze soort in het geslacht Rhynchostracion geplaatst. Sinds 1999 plaatsen de meeste auteurs de soort echter in het geslacht Ostracion.

## Type
- lectotype: ZMB 6804 (opgezet), aangewezen door Paepke in 1999
- typelocatie: monding van de Nijl, Egypte, oostelijke Middellandse Zee